# Grecja na Mistrzostwach Świata w Lekkoatletyce 2009
Grecja na Mistrzostwach Świata w Lekkoatletyce 2009 – reprezentacja Grecji podczas czempionatu w Berlinie liczyła 21 zawodników. Nie zdobyła żadnego medalu.

## Występy reprezentantów Grecji

### Mężczyźni
| Konkurencja                | Zawodnik                  | Eliminacje | Eliminacje | Półfinał | Półfinał | Finał    | Finał |
| Konkurencja                | Zawodnik                  | Wynik      | Poz.       | Wynik    | Poz.     | Wynik    | Poz.  |
| -------------------------- | ------------------------- | ---------- | ---------- | -------- | -------- | -------- | ----- |
| Bieg na 400 m przez płotki | Periklis Jakowakis        | 49,12 SB   | 7.         | 48,73 SB | 7.       | 48,42 SB | 5.    |
| Chód na 50 km              | Konstandinos Stefanopulos |            |            |          |          | NU       |       |

| Konkurencja   | Zawodnik                 | Kwalifikacje | Kwalifikacje | Finał         | Finał         |
| Konkurencja   | Zawodnik                 | Wynik        | Poz.         | Wynik         | Poz.          |
| ------------- | ------------------------ | ------------ | ------------ | ------------- | ------------- |
| Skok wzwyż    | Konstandinos Baniotis    | 2,24         | 16.          | Nie awansował | Nie awansował |
| Skok o tyczce | Konstandinos Filipidis   | 5,55         | 15.          | Nie awansował | Nie awansował |
| Skok w dal    | Luis Tsatumas            | 8,01         | 12.          | 7,59          | 11.           |
| Trójskok      | Dimitris Tsiamis         | 16,23        | 33.          | Nie awansował | Nie awansował |
| Rzut młotem   | Aleksandros Papadimitriu | 72,02        | 23.          | Nie awansował | Nie awansował |

### Kobiety
| Konkurencja                   | Zawodniczka             | Eliminacje | Eliminacje | Półfinał       | Półfinał       | Finał          | Finał          |
| Konkurencja                   | Zawodniczka             | Wynik      | Poz.       | Wynik          | Poz.           | Wynik          | Poz.           |
| ----------------------------- | ----------------------- | ---------- | ---------- | -------------- | -------------- | -------------- | -------------- |
| Bieg na 800 m                 | Eleni Filandra          | 2:06,39    | 33.        | Nie awansowała | Nie awansowała | Nie awansowała | Nie awansowała |
| Maraton                       | Magdalini Jazea         |            |            |                |                | DQ             | 43.            |
| Maraton                       | Jeorjia Ambadzidu       |            |            |                |                | NU             |                |
| Bieg na 3000 m z przeszkodami | Irini Kokinariu         | 9:35,61 SB | 19.        |                |                | Nie awansowała | Nie awansowała |
| Chód na 20 km                 | Ewangelia Ksinu         |            |            |                |                | 1:35:56        | 21.            |
| Chód na 20 km                 | Maria Chadzipanajiotidu |            |            |                |                | DQ             | 29.            |

| Konkurencja    | Zawodniczka            | Kwalifikacje | Kwalifikacje | Finał          | Finał          |
| Konkurencja    | Zawodniczka            | Wynik        | Poz.         | Wynik          | Poz.           |
| -------------- | ---------------------- | ------------ | ------------ | -------------- | -------------- |
| Skok wzwyż     | Andonia Sterjiu        | 1,92 SB      | 13.          | Nie awansowała | Nie awansowała |
| Skok o tyczce  | Nikoleta Kiriakopulu   | 4,40         | 19.          | Nie awansowała | Nie awansowała |
| Trójskok       | Atanasia Pera          | 13,69        | 25.          | Nie awansowała | Nie awansowała |
| Trójskok       | Paraskiewi Papachristu | 13,58        | 29.          | Nie awansowała | Nie awansowała |
| Rzut młotem    | Stiliani Papadopulu    | 67,33        | 21.          | Nie awansowała | Nie awansowała |
| Rzut młotem    | Aleksandra Papajeorjiu | 66,33        | 28.          | Nie awansowała | Nie awansowała |
| Rzut oszczepem | Sawa Lika              | 59,64        | 10.          | 60,29          | 8.             |
| Siedmiobój     | Arjiro Strataki        |              |              | 5748           | 19.            |